# Lewan Guledani
Lewan Guledani (ur. 16 kwietnia 1986) – gruziński bokser, srebrny medalista Mistrzostw Unii Europejskiej 2014 w Sofii, dwukrotny mistrz Gruzji w kategorii ciężkiej w roku 2014 i 2015. W sezonie 2011/2012 reprezentował drużynę Los Angeles Matadors w rozgrywkach WSB. Trzykrotnie reprezentował Gruzję na Mistrzostwach Świata w roku 2009, 2011, 2013.
Jako reprezentant Gruzji trzykrotnie startował na Mistrzostwach Świata w roku 2009, 2011 oraz 2013. W 2009 podczas Mistrzostw Świata 2009 w Mediolanie, Gruzin udział zakończył w 1/32 finału, przegrywając na punkty (3:10) z reprezentantem Kanady Steve'em Rollsem. Na Mistrzostwach Świata 2011 w Baku dotarł do 1/16 finału, w którym przegrał z reprezentantem Stanów Zjednoczonych Marcusem Brownem. Na Mistrzostwach Świata 2013 w Ałmaty dotarł do 1/16 finału, ulegając na punkty (0:3) Włochowi Clemente Russo. Dwukrotnie reprezentował Gruzję na Mistrzostwach Europy w roku 2011 i 2013, nie zdobywając medalu.
W sierpniu 2014 zdobył srebrny medal na Mistrzostwach Unii Europejskiej 2014 w Sofii. W półfinale pokonał Litwina Tadasa Tamašauskasa, a w finale odniósł nieznaczną porażkę na punkty z Polakiem Igorem Jakubowskim.